# SD-Druzhina Brigade
La SD-Druzhina Brigade fu un reparto paramilitare tedesco durante la seconda guerra mondiale, reclutato tra prigionieri e cittadini sovietici, che nel 1943 in seguito al contatto con partigiani sovietici passò attivamente al servizio dell'Armata Rossa.

## Alle origini dell'unità
Nella primavera del 1942 sotto l'egida delle SD si istituiva l'operazione "Zeppelin", realizzato dalla selezione dei volontari dai prigionieri di guerra, per l'attività di intelligence da attuarsi nelle retrovie del fronte sovietico.
Oltre alla raccolta delle informazioni, dovevano provvedere anche alle attività sovversive di sabotaggio.
Così, nel mese di aprile 1942, in un campo di prigionia, veniva arruolato un nazionalista russo, il tenente colonnello VV Gil Rodionov (ex capo del quartier generale della 229ª divisione fucilieri).
Per stabilire come utilizzare i volontari prima del loro invio per la linea del fronte e, contemporaneamente, per verificare la loro affidabilità politica, veniva creato il "1º Reparto nazionale russo delle S", conosciuto come "Družina".

## Creazione di un primo reparto
Quindi veniva impiegato con compiti di sicurezza nei territori occupati contro i partigiani sovietici sul Fronte Orientale, zona centrale. Aveva una forza di 500 uomini.
Come comandante veniva designato Gil-Rodionov.
L'unità riceveva inoltre 50 mitragliatrici pesanti e 20 mortai.
Dopo che il reparto "Družina" aveva dimostrato l'affidabilità nelle battaglie contro la guerriglia nella regione di Lublino in Polonia, veniva inviato sul territorio occupato sovietico.

## Creazione di una seconda unità
Nel dicembre del 1942 nella regione di Lublino veniva creato una seconda unità nazionale russa delle SS (300 uomini) sotto un comando della ex maggiore NKVD Blazhevich.
Nel marzo del 1943, entrambe le unità erano poste sotto il comando di Gil-Rodionov. Integrato con altri prigionieri di guerra, le due unità raggiungevano la forza di 1 500 uomini.

## Viene creato il reggimento SS "Druzhina"
Nel mese di maggio del 1943 il reggimento veniva posto nel territorio della Bielorussia, con il Quartier Generale posto presso la città di Luzhki per sostenere le operazioni contro la guerriglia.
Nel mese di luglio il numero complessivo della forza dell'unità raggiungeva i 3 000 uomini, costituiti al 20% da ex prigionieri di guerra, e all'80% da poliziotti e cittadini del luogo.
Avevano in dotazione 5 cannoni da 76 mm, 10 cannoni anticarro da 45 mm, 32 mortai e 164 mitragliatrici.
L'unità compiva operazioni di anti-guerriglia nella regione Begoml-Lepel.

## L'unità passa tra le file sovietiche
Nel mese di agosto 1943 i partigiani bolscevichi della zona Zhelezniak Polostsk-lepel entravano in contatto con Gil-Rodionov.
Dopo avergli riconosciuto il condono per il reparto, Gil-Rodionov accettava le condizioni e il 16 agosto, dopo aver sterminato la sede tedesca, attaccarono le guarnigioni tedesche a Dokshitsy e Kruglrvshina.
L'unità, che aveva aderito alla guerriglia, veniva rinominata "1ª unità guerriglia anti-fascista". Come riconoscimento Gil veniva insignito dell'ordine della Stella rossa. In seguito il comandante moriva nel maggio 1944.